# Siergiej Kowalow (konstruktor)
Siergiej Nikiticz Kowalow, ros. Сергей Никитич Ковалёв (ur. 15 kwietnia 1919 w Piotrogrodzie, zm. 24 lutego 2011 w Petersburgu) – inżynier, główny konstruktor  biura konstrukcyjnego CKB-18 (Rubin), projektanta większości radzieckich okrętów podwodnych z napędem jądrowym.

## Życiorys
W 1937 skończył szkołę średnią w Leningradzie, później studiował w Leningradzkim Instytucie Budowy Statków, w lutym 1942 został ewakuowany do miasta Gorki, później do Piatigorska i Przewalska. Od 1943 pracował w Centralnym Biurze Konstruktorskim nr 18 w Gorkim, w 1947 został delegowany służbowo do Blankenburga w Niemczech, w 1948 został pomocnikiem głównego konstruktora Specjalnego Biura Konstruktorskiego nr 153, od 1953 pracował w leningradzkim Centralnym Biurze Konstrukcyjnym "Rubin". W 1961 został głównym konstruktorem projektu atomowych okrętów podwodnych, w 1973 otrzymał tytuł doktora nauk technicznych, a w 2002 profesora. Był dwukrotnym Bohaterem Pracy Socjalistycznej (28 kwietnia 1963 i 4 grudnia 1974), czterokrotnym kawalerem Orderu Lenina (28 kwietnia 1963, 6 kwietnia 1970, 4 grudnia 1974 i 2 lutego 1984), kawalerem Orderu Rewolucji Październikowej (22 sierpnia 1979), Orderu „Za zasługi dla Ojczyzny” II klasy (30 września 2009) i Orderu Zasługi Morskiej (30 czerwca 2003). Był również odznaczony wieloma medalami.